# 伦克姆
伦克姆（Renkum）是荷蘭的一個市镇，位於荷蘭東部，在行政區劃上屬於海爾德蘭省。這裡市區附近的主要地形是森林和河流。

## 外部連結
- 维基共享资源上的相關多媒體資源：伦克姆
- Official website （页面存档备份，存于）